# ℃-ute武道館コンサート 2013『Queen of J-POP〜たどり着いた女戦士〜』
『℃-ute武道館コンサート 2013『Queen of J-POP〜たどり着いた女戦士〜』』（キュートぶどうかんコンサート 2013 くいーのぶじぇいぽっぷ たどりついたおんなせんし）は、2013年9月9日・9月10日に行われた℃-uteのコンサート。映像ソフトはDVD版・Blu-ray版共に2013年12月18日に発売された。発売元はzetima。

## 出演
- ℃-ute（矢島舞美、中島早貴、鈴木愛理、岡井千聖、萩原舞）
  - ゲスト：Berryz工房（9月9日）、森高千里（9月10日）
  - バックダンサー：ハロプロ研修生（ツアー全公演帯同：田辺奈菜美、吉橋くるみ、小川麗奈、室田瑞希、佐々木莉佳子／武道館公演のみ：Juice=Juice、浜浦彩乃、田口夏実、野村みな美、藤井梨央 他）、NICE GIRL プロジェクト!研修生（武道館公演のみ：橋本渚、小片リサ、廣瀬彩海、堀江葵月、井上玲音 他）
  - オープニングアクト：Juice=Juice（9月9日・10日）、ハロプロ研修生帯同メンバー（ツアー全公演。センターは回替わり）

## 概要

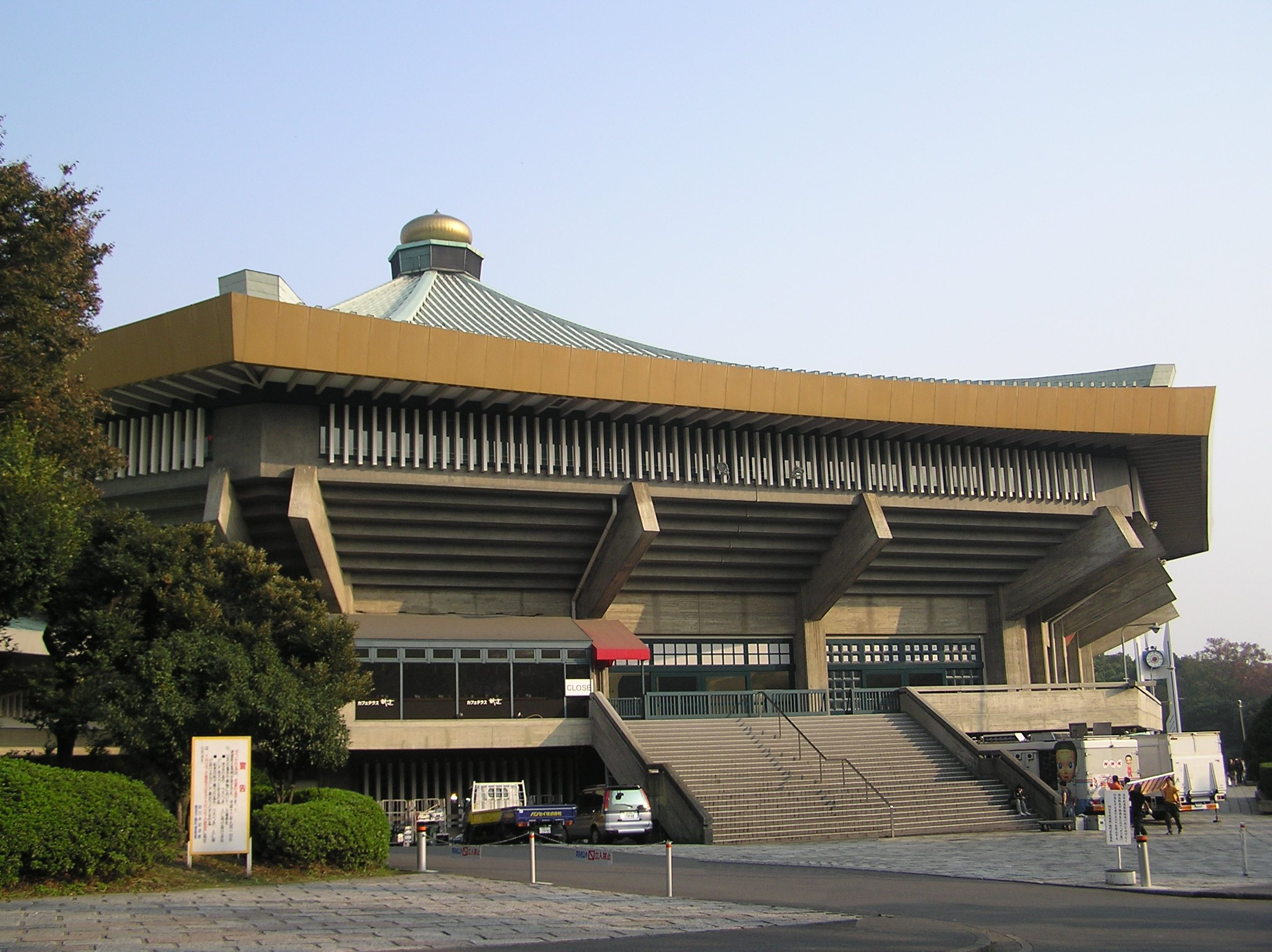
会場の日本武道館

2013年4月3日に池袋・サンシャインシティ噴水広場で行われたニューシングル『Crazy 完全な大人』発売記念ミニライブの途中、プロデューサー・つんく♂の音声により、この年の℃-uteの日となる9月10日に、℃-uteにとって単独公演200公演目の節目となる日本武道館公演を行うことと、7月5日に初の海外公演となるパリ公演を行うことがサプライズ発表された。この公演はハロー!プロジェクトでは史上初めてのモーニング娘。以外のグループによる単独武道館公演となった。
その後ファンクラブ先行受付が好調なことを受け、春ツアー最終日の6月29日、武道館公演前日の9月9日に追加公演を行うことを発表した。その結果、単独公演200公演目と武道館初単独コンサートが一日前倒しになり、℃-uteの日とこれら節目の日がずれることとなった。
武道館公演の直後から、概ね本公演の内容に基づいたコンサートツアー「℃-uteコンサートツアー 2013秋『Queen of J-POP〜たどり着いた女戦士〜』」を7都市18公演行った。

## 日程
9月9日・10日は夜公演のみ、他は全会場1日2公演。
℃-ute武道館コンサート 2013『Queen of J-POP〜たどり着いた女戦士〜』
- 9月9・10日 ： 東京・日本武道館（9日は追加公演）

℃-uteコンサートツアー 2013秋『Queen of J-POP〜たどり着いた女戦士〜』
- 9月15・16日 ： 大阪・NHK大阪ホール
- 9月29日 ： 群馬・ベイシア文化ホール大ホール
- 10月6日 ： 北海道・札幌市民ホール
- 10月14日 ： 福岡・福岡国際会議場メインホール
- 10月19日 ： 愛知・日本特殊陶業市民会館フォレストホール
- 10月26日 ： 大阪・NHK大阪ホール
- 11月2日 ： 静岡・アクトシティ浜松大ホール

追加公演
- 11月4日 ： 神奈川・パシフィコ横浜国立大ホール

## DVD/Blu-ray
『℃-ute武道館コンサート2013『Queen of J-POP〜たどり着いた女戦士〜』』（2013年12月18日）
1. OPENING
2. Kiss me 愛してる
3. ★憧れ My STAR★（メンバー紹介）
4. MC1
5. 都会の一人暮らし
6. MC2
7. ベーグルにハム&チーズ
8. 私が本気を出す夜
9. 夏DOKI リップスティック（歌：矢島舞美・中島早貴・萩原舞）
10. 悲しきヘブン（歌：鈴木愛理・岡井千聖→後半残り3人もバックダンサーとして加わる）
11. MC3
12. 世界一HAPPYな女の子
13. Crazy 完全な大人
14. 悲しき雨降り
15. MC4（ハロプロ研修生自己紹介）
16. めぐる恋の季節（歌：田辺奈菜美・吉橋くるみ・小川麗奈・室田瑞希・佐々木莉佳子）
17. One's LIFE～僕らの輝き
18. たどり着いた女戦士
19. MC5（森高サプライズで登場）
20. この街（歌：森高千里 with ℃-ute）
21. まっさらブルージーンズ（2012神聖なるVer.）
22. 都会っ子 純情（2012神聖なるVer.）
23. Danceでバコーン!
24. MC6
25. 浴びる程の愛をください
26. アダムとイブのジレンマ
27. これ以上 嫌われたくないの
28. MC7
29. ザ☆トレジャーボックス
30. SHINES
31. ENCORE：わっきゃない(Z)
32. ENCORE：MC8
33. ENCORE：超WONDERFUL!
34. ENCORE：JUMP ～ ENDING

特典映像
武道館公演バックステージ映像
1. 9月9日
2. 9月10日